# Stachys riederi
Espèce
Classification phylogénétique
Stachys riederi est une espèce de plantes à fleurs de la famille des Lamiaceae.
Plusieurs variétés ou sous-espèces de Stachys riederi sont connues:
- S. riederi Cham. 1831
- S. riederi fo. angustifolia (Honda) H. Hara 1937
- S. riederi var. hispida (Ledeb) H. Hara 1937
- S. riederi var. hispidula (Regel) H. Hara 1937
- S. riederi var. japonica (Miq.) H. Hara 1937

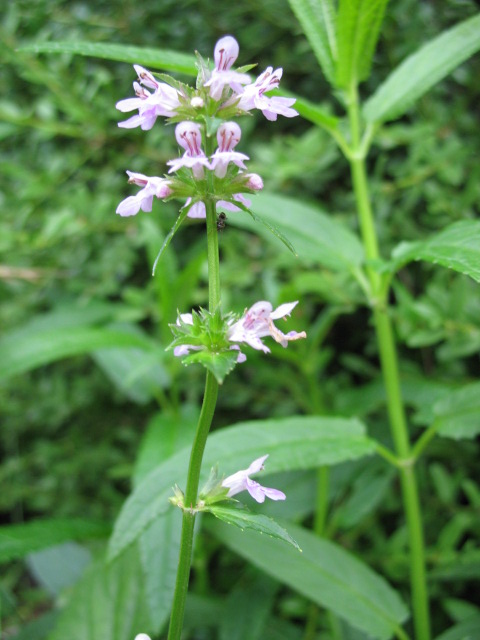
vue d'ensemble de la plante, probablement S. riederi var. japonica, photographie prise en Corée au mois de juillet.

- S. riederi var. villosa Kitam.

## Liste des variétés et formes
Selon World Checklist of Selected Plant Families (WCSP) (21 mai 2013) :
- Stachys riederi Cham. (1831)
  - variété Stachys riederi var. hispidula (Regel) H.Hara (1937)
  - variété Stachys riederi var. japonica (Miq.) H.Hara (1937)
  - variété Stachys riederi var. riederi

Selon Tropicos (21 mai 2013) (Attention liste brute contenant possiblement des synonymes) :
- variété Stachys riederi var. hispida (Ledeb.) H. Hara
- variété Stachys riederi var. hispidula (Regel) H. Hara
- variété Stachys riederi var. japonica (Miq.) H. Hara
- variété Stachys riederi var. riederi
- variété Stachys riederi var. villosa Kitam.
- forme Stachys riederi fo. angustifolia (Honda) H. Hara
- forme Stachys riederi fo. harana (Miq.) H. Ohba & S.Akiyama